# Nanzen-ji

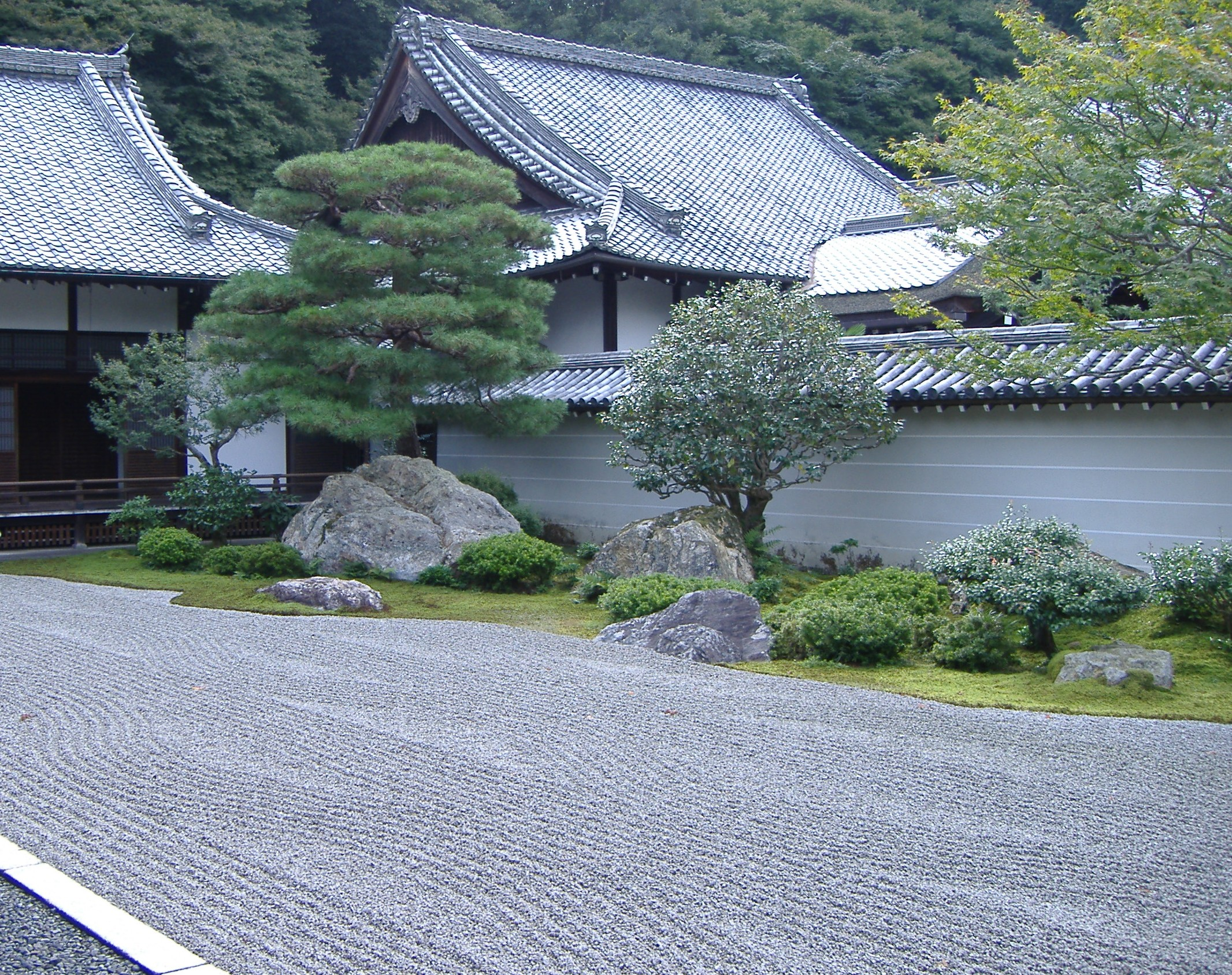
In Nanzen-ji

Nanzen-ji (南禅寺 Nanzen-ji?), sau Zuiryusan Nanzen-ji, denumirea veche Zenrin-ji (禅林寺 Zenrin-ji?), este un templu buddhist Zen în Kyoto, Japonia. Templul a fost fondat în 1291 de către împăratul Kameyama pe locul unui din palaturile sale. Este sediul diviziunii Nanzen-ji al școlii zen-buddiste Rinzai.

## Istoric
Templul Nanzen-ji a fost fondat la mijlocul perioadei Heian. Adorând acest loc retras, împăratul Kameyama în 1264 a construit aici un palat. Devenind mai târziu adeptul buddismului Zen și disciplul marelui maestru Busshin Daimin Kokushi，în 1291 el a transformat palatul într-un templu Zen.
Trei incendii de la sfârșitul sec. XVI au distrus clădirile originale. Toate clădirile contemporane au fost construite după perioada Momoyama.

## Locul templului în ierarhia Zen
Deși Nanzen-ji nu face parte din „cinci mari temple Zen ale Kyoto”, el joacă un rol important în Go-Zan, sau „Sistemul celor Cinci Munți”, preluat din China. Kyoto Gozan (京都五山 Kyoto gozan?) inlude templele Tenryū-ji (天龍寺 Tenryū-ji?), Shokoku-ji (相国寺 Shokoku-ji?), Kennin-ji (建仁寺 Kennin-ji?), Tofuku-ji (東福寺 Tofuku-ji?) și Manju-ji (満寿寺 Manju-ji?), iar Nanzen-ji este considerat templul superior al Kyoto Gozan. După construirea templului Shokoku-ji de către Ashikaga Yoshimitsu în 1386 a fost creată o nouă ierarhie, Nanzen-ji aflându-se la nivelul superior și reprezentând o categorie aparte. Nanzen-ji a căpătat titlul de „Primul Templu al Țării” și a avut un rol de supraveghere.
| Nanzen-ji    |            |           |
|              | Kyoto      | Kamakura  |
| Rangul întâi | Tenryū-ji  | Kenchō-ji |
| Rangul doi   | Shōkoku-ji | Engaku-ji |
| Rangul trei  | Kennin-ji  | Jufuku-ji |
| Rangul patru | Tōfuku-ji  | Jōchi-ji  |
| Rangul cinci | Manju-ji   | Jōmyō-ji  |

## San-Mon
San-Mon sunt porțile enorme de intrare ale Nanzen-ji, construite în 1628 de cître Todo Takatora în memoria celor decedați în războiul civil Oska Natsu-no-jin. Etajul doi al clădirii găzduiește multe imagini lui Buddha și alte tablouri.

## Chokusi-Mon
Chokusi-Mon („porțile împăratului”)

## Seiryo−Den
Seiryo−Den este clădirea principală a templului. Construit inițial în cardul palatului imperial la Kyoto, în 1611 el a fost mutat la Nanzen-ji. Seiryo−Den reprezintă un exemplu de arhitectură japoneză tradițională.

## Grădinile templului
Gradinile facute din pietre în stilul Zen sunt principala atracție turistică a templului. Cele mai cunoscute sunt Nanzen-in, Tenju-an și Konchi-in.

## Sosui
Sosui este un apeduct ce conduce apă din lacul Biwa spre orașul Kyoto, trecând lângă templul Nanzen-ji. Apeductul a fost construit în perioada 1881-1890.

## Fotogalerie

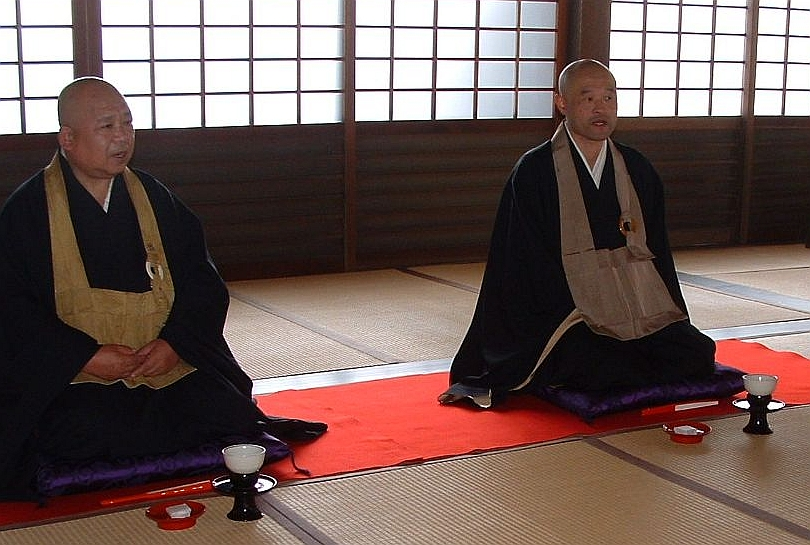
Călugării din secta Rinzai la Nanzen-ji
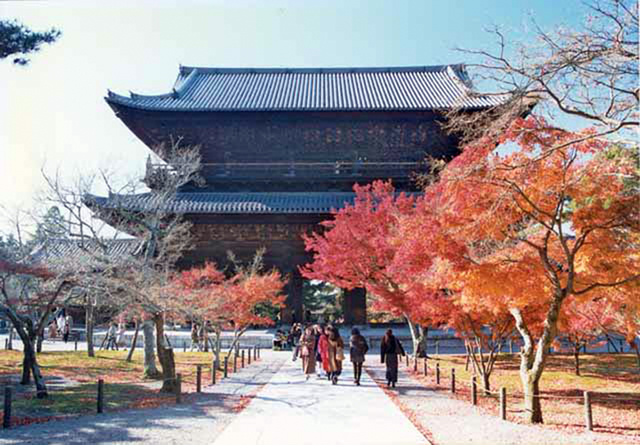
San-Mon, porţile principale ale templului Nanzen-ji
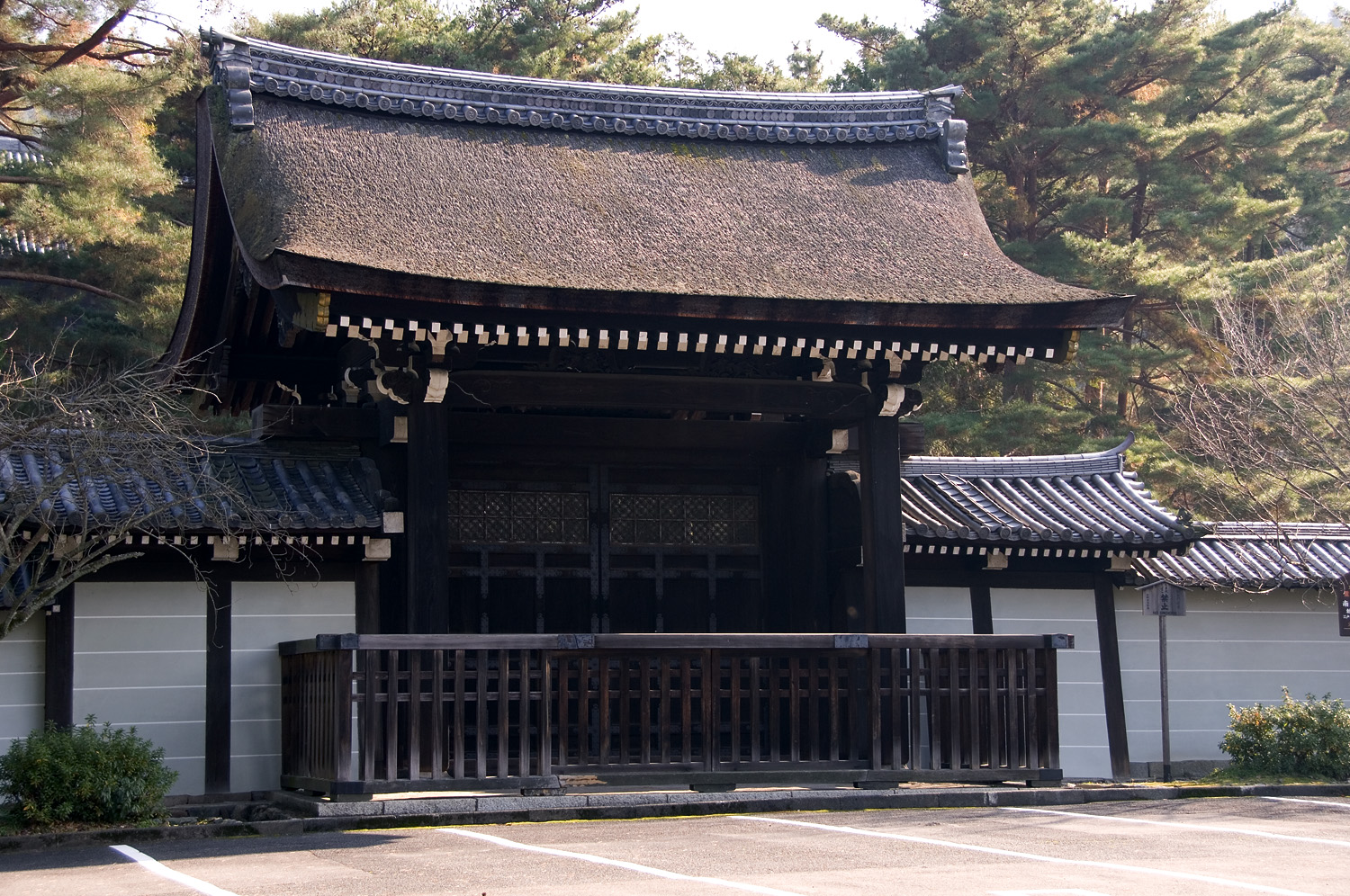
Chokusi-Mon, „porţile împăratului”
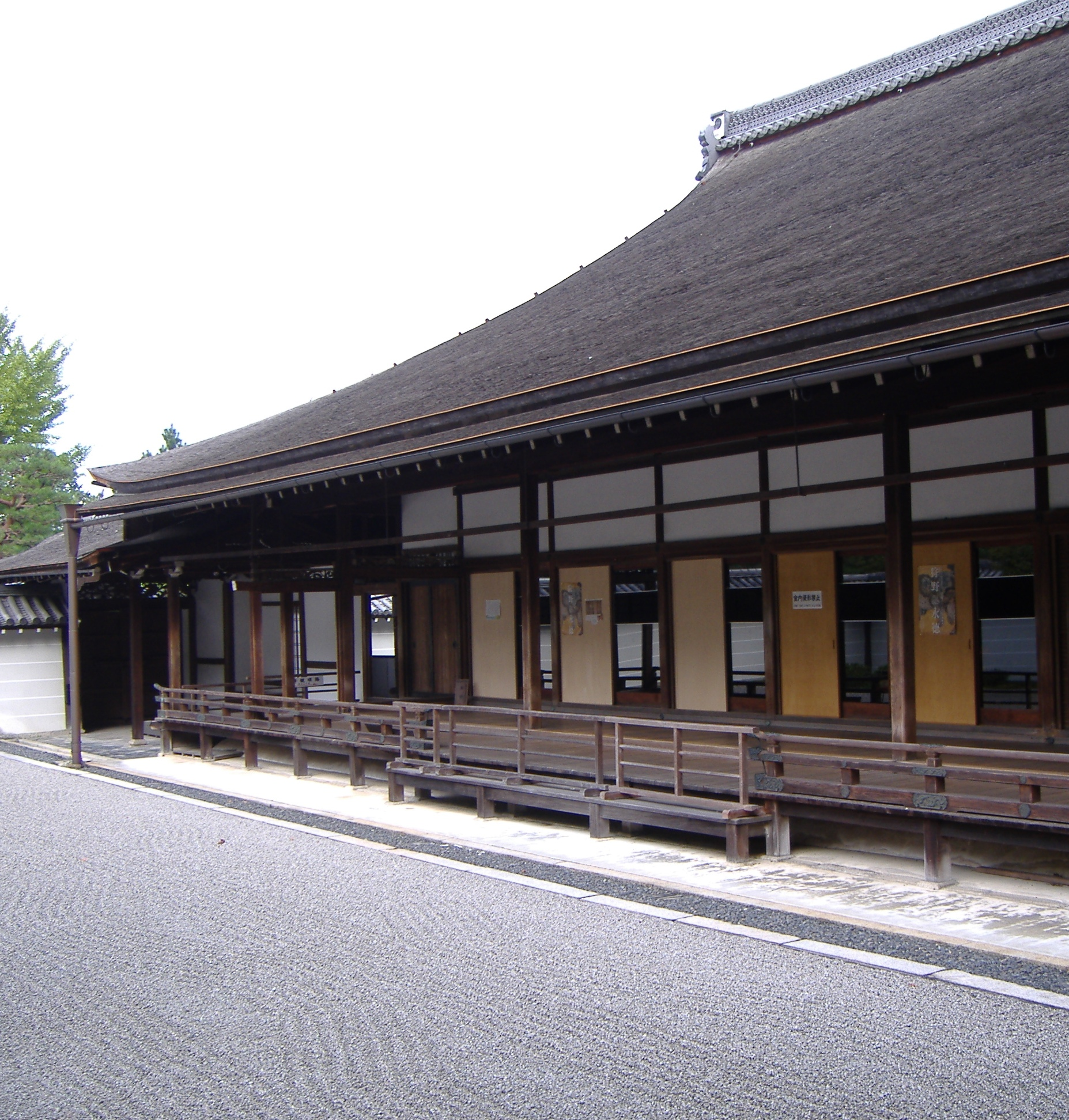
Seiryo−Den
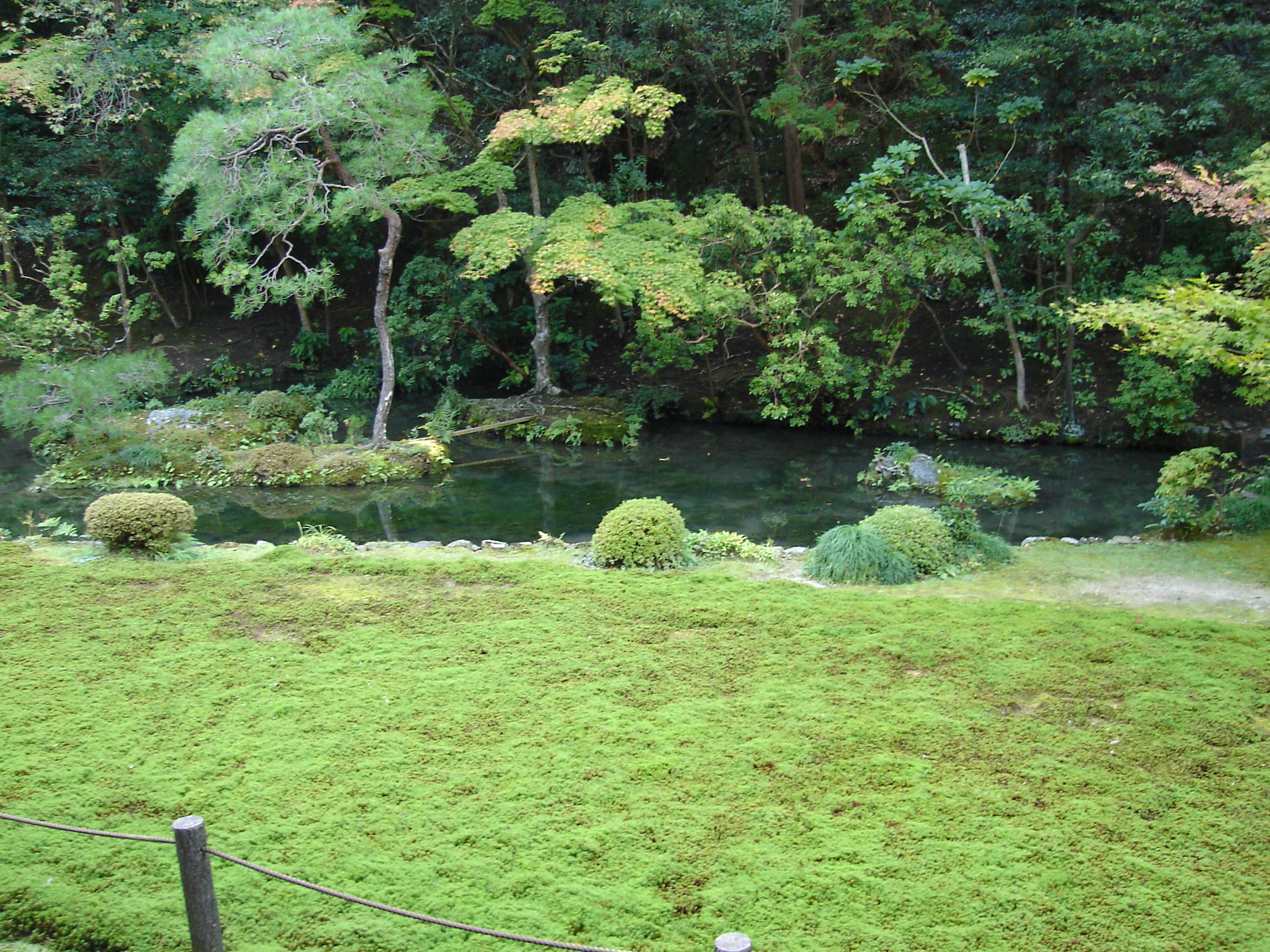
Grădina Nanzenin
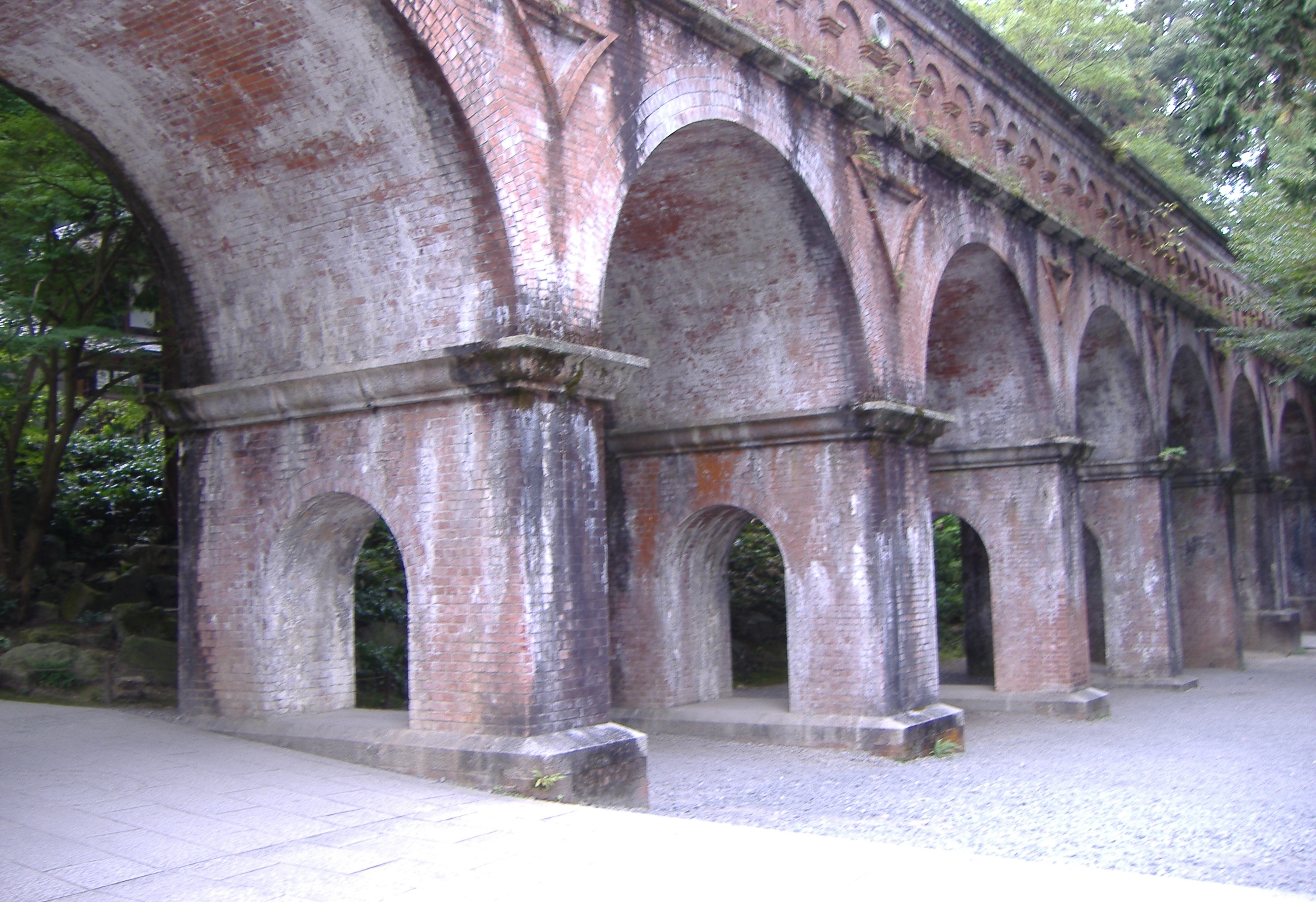
Apeductul Sosui